# グレイテスト・ショーマン（オリジナル・サウンドトラック）
『グレイテスト・ショーマン（オリジナル・サウンドトラック）』（The Greatest Showman: Original Motion Picture Soundtrack）は、同名の映画作品のサウンドトラック・アルバムである。2017年12月8日にアトランティック・レコードより発売された。2017年12月8日に「ディス・イズ・ミー」、2018年7月20日に「リライト・ザ・スターズ」がシングル・カットされた。2018年は映画公開に併せて国際的にヒットし、アメリカ合衆国、イギリス、オーストラリアでチャート1位となり、また65カ国でiTunes1位を獲得した。

## 評価
アルバムは2017年のオプラズ・フェイバリット・シングスに含まれた。収録曲のうち「ディス・イズ・ミー」は、第90回アカデミー賞の歌曲賞にノミネートした。RogerEbert.comのシェイラ・オマリーは、サウンドトラックの収録曲を「記憶に残る11曲」とし、俳優たちのボーカル・パフォーマンスを称賛した。タワーレコードの上村友美恵は、『intoxicate』（2018年2月号）に寄稿したレビューでポップ・ミュージックのような親しみやすさとゴージャスな歌の数々は、音楽を聴くだけでも楽しい!と評した。

### 受賞とノミネート
| 賞                                 | 授賞式        | 部門                                     | 候補                                                                                               | 結果       | 参照   |
| ---------------------------------- | ------------- | ---------------------------------------- | -------------------------------------------------------------------------------------------------- | ---------- | ------ |
| ゴールデングローブ賞               | 2018年1月7日  | 主題歌賞                                 | 「ディス・イズ・ミー」 - ベンジ・パセク&ジャスティン・ポール                                       | 受賞       | [ 11 ] |
| クリティクス・チョイス・アワード   | 2018年1月11日 | 歌曲賞                                   | 「ディス・イズ・ミー」 - ベンジ・パセク&ジャスティン・ポール                                       | ノミネート | [ 12 ] |
| クラシック・ブリット・アワード     | 2018年6月14日 | 最優秀サウンドトラック賞                 | 『グレイテスト・ショーマン（オリジナル・サウンドトラック）』 - ベンジ・パセク&ジャスティン・ポール | 受賞       | [ 13 ] |
| アカデミー賞                       | 2018年3月4日  | 歌曲賞                                   | 「ディス・イズ・ミー」 - ベンジ・パセク&ジャスティン・ポール                                       | ノミネート | [ 14 ] |
| ティーン・チョイス・アワード       | 2018年8月12日 | コラボ賞                                 | 「リライト・ザ・スターズ」 - ザック・エフロン&ゼンデイヤ                                           | 受賞       | [ 15 ] |
| ティーン・チョイス・アワード       | 2018年8月12日 | チョイス・ポップ・ソング                 | 「ディス・イズ・ミー」 - キアラ・セトル&ザ・グレイテスト・ショーマン・アンサンブル                 | ノミネート | [ 15 ] |
| アメリカン・ミュージック・アワード | 2018年10月9日 | フェイヴァリット・サウンドトラック       | 『グレイテスト・ショーマン（オリジナル・サウンドトラック）』                                       | ノミネート | [ 16 ] |
| グラミー賞                         | 2019年2月10日 | 最優秀コンピレーション・サウンドトラック | ヒュー・ジャックマン&Various Artists                                                               | 受賞       | [ 17 ] |
| グラミー賞                         | 2019年2月10日 | 最優秀映像作品楽曲                       | 「ディス・イズ・ミー」 - ベンジ・パセク&ジャスティン・ポール                                       | ノミネート | [ 17 ] |

## 収録曲（オリジナル・サウンドトラック）
※曲名と歌唱・演奏者の表記は、レーベル公式サイトに準拠。
| #         | タイトル                                                              | 作詞・作曲                                           | 歌唱・演奏 | 時間  |
| --------- | --------------------------------------------------------------------- | ---------------------------------------------------- | --- | ----- |
| 1.        | 「ザ・グレイテスト・ショー」(The Greatest Show)                       | ベンジ・パセク ジャスティン・ポール ライアン・ルイス | ヒュー・ジャックマン、キアラ・セトル、ザック・エフロン、ゼンデイヤ & ザ・グレイテスト・ショーマン・アンサンブル       | 5:02  |
| 2.        | 「ア・ミリオン・ドリームズ」(A Million Dreams)                        | ベンジ・パセク ジャスティン・ポール                  | ジヴ・ザイフマン、ヒュー・ジャックマン、ミシェル・ウィリアムズ                                                        | 4:29  |
| 3.        | 「ア・ミリオン・ドリームズ (リプライズ)」(A Million Dreams (Reprise)) | ベンジ・パセク ジャスティン・ポール                  | オースティン・ジョンソン、キャメロン・シーリー、ヒュー・ジャックマン                                                  | 1:00  |
| 4.        | 「カム・アライヴ」(Come Alive)                                        | ベンジ・パセク ジャスティン・ポール                  | ヒュー・ジャックマン、キアラ・セトル、ダニエル・エバーリッジ、ゼンデイヤ & ザ・グレイテスト・ショーマン・アンサンブル | 3:45  |
| 5.        | 「ジ・アザー・サイド」(The Other Side)                                | ベンジ・パセク ジャスティン・ポール                  | ヒュー・ジャックマン & ザック・エフロン                                                                               | 3:34  |
| 6.        | 「ネヴァー・イナフ」(Never Enough)                                    | ベンジ・パセク ジャスティン・ポール                  | ローレン・オルレッド                                                                                                  | 3:27  |
| 7.        | 「ディス・イズ・ミー」(This Is Me)                                    | ベンジ・パセク ジャスティン・ポール                  | キアラ・セトル & ザ・グレイテスト・ショーマン・アンサンブル                                                           | 3:54  |
| 8.        | 「リライト・ザ・スターズ」(Rewrite The Stars)                         | ベンジ・パセク ジャスティン・ポール                  | ザック・エフロン & ゼンデイヤ                                                                                         | 3:37  |
| 9.        | 「タイトロープ」(Tightrope)                                           | ベンジ・パセク ジャスティン・ポール                  | ミシェル・ウィリアムズ                                                                                                | 3:54  |
| 10.       | 「ネヴァー・イナフ (リプライズ)」(Never Enough (Reprise))             | ベンジ・パセク ジャスティン・ポール                  | ローレン・オルレッド                                                                                                  | 1:20  |
| 11.       | 「フロム・ナウ・オン」(From Now On)                                   | ベンジ・パセク ジャスティン・ポール                  | ヒュー・ジャックマン & ザ・グレイテスト・ショーマン・アンサンブル                                                     | 5:49  |
| 合計時間: | 合計時間:                                                             | 合計時間:                                            | 合計時間: | 39:51 |

プロデュース
- グレッグ・ウェルズ（M1,4-5,7-8,11）
- ジェイク・シンクレア（M1,5）
- ライアン・ルイス（M1）
- ジャスティン・ポール（全曲）
- アレックス・ラカモワ（全曲）
- ジョセフ・トラパニーズ（M2-3,6,8-10）
- リッキー・リード（M4）
- アダム・ガブマン（M7）
- クリス・レオン（M8 / アディショナル・プロダクション）

## チャート成績（オリジナル・サウンドトラック）

### 週間チャート（オリジナル・サウンドトラック）
| チャート (2017年 - 2021年)               | 最高位 |
| ---------------------------------------- | ------ |
| オーストラリア (ARIA)                    | 1      |
| オーストリア (Ö3 Austria)                | 3      |
| ベルギー (Ultratop Flanders)             | 4      |
| ベルギー (Ultratop Wallonia)             | 34     |
| カナダ (Billboard)                       | 3      |
| チェコ (ČNS IFPI)                        | 8      |
| デンマーク (Hitlisten)                   | 8      |
| フィンランド (Suomen virallinen lista)   | 3      |
| フランス (SNEP)                          | 16     |
| ドイツ (Offizielle Top 100)              | 5      |
| ハンガリー (MAHASZ)                      | 18     |
| Irish Albums (OCC)                       | 1      |
| イタリア (FIMI)                          | 54     |
| 日本 (オリコン)                          | 1      |
| 日本 (オリコンデジタルアルバム)          | 1      |
| Japan Download Albums (Billboard JAPAN)  | 1      |
| Japan Hot Albums (Billboard JAPAN)       | 1      |
| Japan Top Albums Sales (Billboard JAPAN) | 1      |
| メキシコ (AMPROFON)                      | 1      |
| オランダ (MegaCharts)                    | 3      |
| ニュージーランド (RMNZ)                  | 1      |
| ノルウェー (VG-lista)                    | 2      |
| スコットランド (OCC)                     | 1      |
| 韓国 (Gaon)                              | 17     |
| スペイン (PROMUSICAE)                    | 8      |
| スウェーデン (Sverigetopplistan)         | 32     |
| Swedish Compilation (Sverigetopplistan)  | 17     |
| スイス (Schweizer Hitparade)             | 4      |
| UK アルバムズ (OCC)                      | 1      |
| UK Soundtrack Albums (OCC)               | 1      |
| US Billboard 200                         | 1      |
| US Soundtrack Albums (Billboard)         | 1      |

### 年間チャート（オリジナル・サウンドトラック）
| チャート (2018年)                        | 順位 |
| ---------------------------------------- | ---- |
| オーストラリア (ARIA)                    | 1    |
| オーストリア (Ö3 Austria)                | 16   |
| ベルギー (Ultratop Flanders)             | 9    |
| ベルギー (Ultratop Wallonia)             | 116  |
| カナダ (Billboard)                       | 17   |
| デンマーク (Hitlisten)                   | 54   |
| フランス (SNEP)                          | 143  |
| ドイツ (Offizielle Top 100)              | 24   |
| アイルランド (IRMA)                      | 1    |
| 日本 (オリコン)                          | 15   |
| Japan Download Albums (Billboard JAPAN)  | 1    |
| Japan Hot Albums (Billboard JAPAN)       | 5    |
| Japan Top Albums Sales (Billboard JAPAN) | 21   |
| メキシコ (AMPROFON)                      | 32   |
| オランダ (Album Top 100)                 | 22   |
| ニュージーランド (RMNZ)                  | 2    |
| South Korean International Albums (Gaon) | 7    |
| スペイン (PROMUSICAE)                    | 34   |
| スイス (Schweizer Hitparade)             | 48   |
| イギリス (OCC)                           | 1    |
| US Billboard 200                         | 4    |
| US Soundtracks (Billboard)               | 1    |

| チャート (2019年)            | 順位 |
| ---------------------------- | ---- |
| オーストラリア (ARIA)        | 10   |
| オーストリア (Ö3 Austria)    | 48   |
| ベルギー (Ultratop Flanders) | 16   |
| ベルギー (Ultratop Wallonia) | 121  |
| カナダ (Billboard)           | 32   |
| フランス (SNEP)              | 197  |
| ドイツ (Offizielle Top 100)  | 96   |
| アイスランド (Plötutíóindi)  | 44   |
| アイルランド (IRMA)          | 2    |
| ニュージーランド (RMNZ)      | 23   |
| イギリス (OCC)               | 3    |
| US Billboard 200             | 14   |
| US Soundtracks (Billboard)   | 4    |

| チャート (2020年)            | 順位 |
| ---------------------------- | ---- |
| オーストラリア (ARIA)        | 38   |
| オーストリア (Ö3 Austria)    | 28   |
| ベルギー (Ultratop Flanders) | 20   |
| ベルギー (Ultratop Wallonia) | 150  |
| US Billboard 200             | 80   |
| US Soundtracks (Billboard)   | 2    |

| チャート (2021年)                | 順位 |
| -------------------------------- | ---- |
| オーストラリア (ARIA)            | 55   |
| オーストリア (Ö3 Austria)        | 18   |
| ベルギー (Ultratop Flanders)     | 19   |
| ベルギー (Ultratop Wallonia)     | 132  |
| ドイツ (Offizielle Top 100)      | 85   |
| オランダ (Album Top 100)         | 65   |
| スウェーデン (Sverigetopplistan) | 97   |
| スイス (Schweizer Hitparade)     | 53   |
| US Billboard 200                 | 145  |
| US Soundtracks (Billboard)       | 3    |

| チャート (2022年)            | 順位 |
| ---------------------------- | ---- |
| オーストラリア (ARIA)        | 79   |
| オーストリア (Ö3 Austria)    | 44   |
| ベルギー (Ultratop Flanders) | 35   |
| ベルギー (Ultratop Wallonia) | 183  |

### 年代末チャート
| チャート (2010年 - 2019年) | 順位 |
| -------------------------- | ---- |
| オーストラリア (ARIA)      | 21   |
| イギリス (OCC)             | 10   |
| US Billboard 200           | 13   |

## 認定と売上（オリジナル・サウンドトラック）
| 国/地域                                                       | 認定        | 認定/売上数           |
| ------------------------------------------------------------- | ----------- | --------------------- |
| オーストラリア (ARIA)                                         | 3× Platinum | 210,000               |
| オーストリア (IFPI Austria)                                   | 2× Platinum | 30,000                |
| ベルギー (BEA)                                                | Gold        | 10,000                |
| カナダ (Music Canada)                                         | 2× Platinum | 160,000               |
| デンマーク (IFPI Danmark)                                     | Platinum    | 20,000                |
| フランス (SNEP)                                               | Gold        | 50,000                |
| ドイツ (BVMI)                                                 | Gold        | 100,000               |
| アイルランド (IRMA)                                           | —           | 64,400                |
| イタリア (FIMI)                                               | Gold        | 25,000                |
| 日本 (RIAJ)                                                   | Platinum    | 250,000^              |
| ニュージーランド (RMNZ)                                       | 2× Platinum | 30,000                |
| 韓国 (Gaon Chart)                                             | —           | 4,726                 |
| スペイン (PROMUSICAE)                                         | Gold        | 20,000                |
| イギリス (BPI)                                                | 8× Platinum | 2,400,000             |
| アメリカ合衆国 (RIAA)                                         | 4× Platinum | 4,000,000 / 1,682,000 |
| ^ 認定のみに基づく出荷枚数 · 認定のみに基づく売上数と再生回数 |             |                       |

## グレイテスト・ショーマン：リイマジンド
『グレイテスト・ショーマン：リイマジンド』（The Greatest Showman: Reimagined）は、『グレイテスト・ショーマン』劇中歌のP!NK、ミッシー・エリオット、パニック!アット・ザ・ディスコ、アン・マリーをはじめとしたアーティストによるカバー・バージョンを集めたアルバム。2018年11月16日にアトランティック・レコードから発売された。
2017年12月22日にケシャによる「ディス・イズ・ミー」のカバー・バージョンが発売された。その後、『ザ・グレイテスト・ショーマン：リイマジンド』からP!NKと娘のウィロー・セージ・ハートによる「ア・ミリオン・ドリームズ」（2018年10月24日）、パニック!アット・ザ・ディスコによる「ザ・グレイテスト・ショー」（2018年11月2日）、ジェームズ・アーサー & アン・マリーによるリライト・ザ・スターズ（2018年11月16日）が順次公開された。
イギリスのコンピレーション・アルバム・チャートとアメリカのコンピレーション・アルバム・チャートで第1位を獲得したほか、Billboard 200では最高位3位を記録した。2019年度年間コンピレーション・アルバム・チャートでは第1位を獲得。

### 収録曲（リイマジンド）
11曲目から13曲目はボーナス・トラック。なお2018年10月に発表されたプレスリリースでは、ゼンデイヤによる「リライト・ザ・スターズ」のアコースティック・バージョンも収録されると報じられていたが、最終的には未収録となった。
| #         | タイトル                                                                               | 作詞・作曲                                               | 歌唱・演奏                                    | 時間  |
| --------- | -------------------------------------------------------------------------------------- | -------------------------------------------------------- | --------------------------------------------- | ----- |
| 1.        | 「ザ・グレイテスト・ショー」(The Greatest Show)                                        | ベンジ・パセク ジャスティン・ポール ライアン・ルイス     | パニック!アット・ザ・ディスコ                 | 2:54  |
| 2.        | 「ア・ミリオン・ドリームズ」(A Million Dreams)                                         | ベンジ・パセク ジャスティン・ポール                      | P!NK                                          | 4:33  |
| 3.        | 「ア・ミリオン・ドリームズ (リプライズ)」(A Million Dreams (Reprise))                  | ベンジ・パセク ジャスティン・ポール                      | ウィロー・セージ・ハート                      | 0:48  |
| 4.        | 「カム・アライヴ」(Come Alive)                                                         | ベンジ・パセク ジャスティン・ポール                      | イヤーズ&イヤーズ & ジェス・グリン            | 3:35  |
| 5.        | 「ジ・アザー・サイド」(The Other Side)                                                 | ベンジ・パセク ジャスティン・ポール                      | MAX & タイ・ダラー・サイン                    | 3:30  |
| 6.        | 「ネヴァー・イナフ」(Never Enough)                                                     | ベンジ・パセク ジャスティン・ポール                      | ケリー・クラークソン                          | 3:24  |
| 7.        | 「ディス・イズ・ミー (ザ・リイマジンド・リミックス)」(This Is Me (The Imagined Remix)) | ベンジ・パセク ジャスティン・ポール ミッシー・エリオット | キアラ・セトル、ケシャ & ミッシー・エリオット | 4:25  |
| 8.        | 「リライト・ザ・スターズ」(Rewrite the Stars)                                          | ベンジ・パセク ジャスティン・ポール                      | ジェームズ・アーサー & アン・マリー           | 3:38  |
| 9.        | 「タイトロープ」(Tightrope)                                                            | ベンジ・パセク ジャスティン・ポール                      | サラ・バレリス                                | 3:38  |
| 10.       | 「フロム・ナウ・オン」(From Now On)                                                    | ベンジ・パセク ジャスティン・ポール                      | ザック・ブラウン・バンド                      | 4:20  |
| 11.       | 「ザ・グレイテスト・ショー」(The Greatest Show)                                        | ベンジ・パセク ジャスティン・ポール ライアン・ルイス     | ペンタトニックス                              | 3:25  |
| 12.       | 「カム・アライヴ」(Come Alive)                                                         | ベンジ・パセク ジャスティン・ポール                      | クレイグ・デイヴィッド                        | 3:47  |
| 13.       | 「ディス・イズ・ミー」(This Is Me)                                                     | ベンジ・パセク ジャスティン・ポール                      | ケシャ                                        | 3:54  |
| 合計時間: | 合計時間:                                                                              | 合計時間:                                                | 合計時間:                                     | 45:51 |

プロデュース
- ベンジ・パセク（全曲）
- ジャスティン・ポール（全曲）
- ジェイク・シンクレア（M1,5）
- ライアン・ルイス（M1）
- グレッグ・ウェルズ（M1-3,5,7,13 / M13はアディショナル・プロダクションとして）
- ケヴィン・ウィーヴァー（M1-12）
- ピート・ガンバーグ（M1-12）
- アレックス・ラカモワ（M1-3,5-9,13 / M13はアディショナル・プロダクションとして）
- ジョーダン・キャロル（M1-12 / アソシエイト・プロデューサーとして）
- ブランドン・デイヴィス（M1-12 / アソシエイト・プロデューサーとして）
- ジョセフ・トラパニーズ（M2-3,6,8）
- デーヴィー・ネイサン（M4,7）
- スティント（M6）
- アダム・ガブマン（M7,13 / M13はアディショナル・プロダクションとして）
- スチュアート・クリフトン（M7,13 / M13はアディショナル・プロダクションとして）
- ザッハ・スケルトン（M8）
- クリス・レオン（M8 / アディショナル・プロダクション）
- ニール・アヴロン（M9）
- ブランドン・ベル（M10）
- ザック・ブラウン（M10）
- ペンタトニックス（M11）
- ベン・ブラム（M11）
- フレイザー・T・スミス（M12）
- ジョエル・リトル（M13）

### チャート成績（リイマジンド）

#### 週間チャート（リイマジンド）
| チャート (2018年)                        | 最高位 |
| ---------------------------------------- | ------ |
| オーストラリア (ARIA)                    | 4      |
| ベルギー (Ultratop Flanders)             | 17     |
| ベルギー (Ultratop Wallonia)             | 86     |
| カナダ (Billboard)                       | 13     |
| ドイツ (Offizielle Top 100)              | 47     |
| ハンガリー (MAHASZ)                      | 13     |
| Japan Download Albums (Billboard JAPAN)  | 6      |
| Japan Hot Albums (Billboard JAPAN)       | 16     |
| Japan Top Albums Sales (Billboard JAPAN) | 60     |
| オランダ (MegaCharts)                    | 55     |
| ニュージーランド (RMNZ)                  | 5      |
| スイス (Schweizer Hitparade)             | 38     |
| UK Compilation Albums (OCC)              | 1      |
| US Billboard 200                         | 3      |
| US Compilation Albums (Billboard)        | 1      |

#### 年間チャート（リイマジンド）
| チャート (2018年)     | 最高位 |
| --------------------- | ------ |
| オーストラリア (ARIA) | 50     |

| チャート (2019年)                 | 最高位 |
| --------------------------------- | ------ |
| オーストラリア (ARIA)             | 54     |
| US Compilation Albums (Billboard) | 1      |

### 認定と売上（リイマジンド）
| 国/地域                                                       | 認定 | 認定/売上数 |
| ------------------------------------------------------------- | ---- | ----------- |
| イギリス (BPI)                                                | Gold | 100,000     |
| アメリカ合衆国 (RIAA)                                         | Gold | 500,000     |
| ^ 認定のみに基づく出荷枚数 · 認定のみに基づく売上数と再生回数 |      |             |